# Наратлык (Высокогорский район)
Наратлык — деревня в Высокогорском районе Татарстана. Входит в состав Казакларского сельского поселения.

## География
Находится в северо-западной части Татарстана на расстоянии приблизительно 45 км на север-северо-запад по прямой от районного центра поселка Высокая Гора.

## История
Основана в 1989 году.

## Население
Постоянных жителей было 197 в 2002 году (татары 84 %), 182 в 2010.